# Faro de Keri
El faro de Keri (en estonio: Keri tuletorn) es un faro en el Golfo de Finlandia sobre la isla de Keri, en Estonia. El faro en sí tiene una altura de 31 metros (102 pies) sobre el nivel del mar, mientras que la torre del faro tiene 28 metros (92 pies) de alto. El actual faro fue construido en 1858. Es un cilindro de metal rojo rematado con un cuarto para el faro y un balcón que descansa sobre una base de piedra cilíndrica. Este faro es controlado por computadora, accionado por células solares y baterías. El faro de madera original fue construido en 1724. Fue reconstruido en el siglo XIX con una base de piedra rematada con una torre de madera.

## Galería

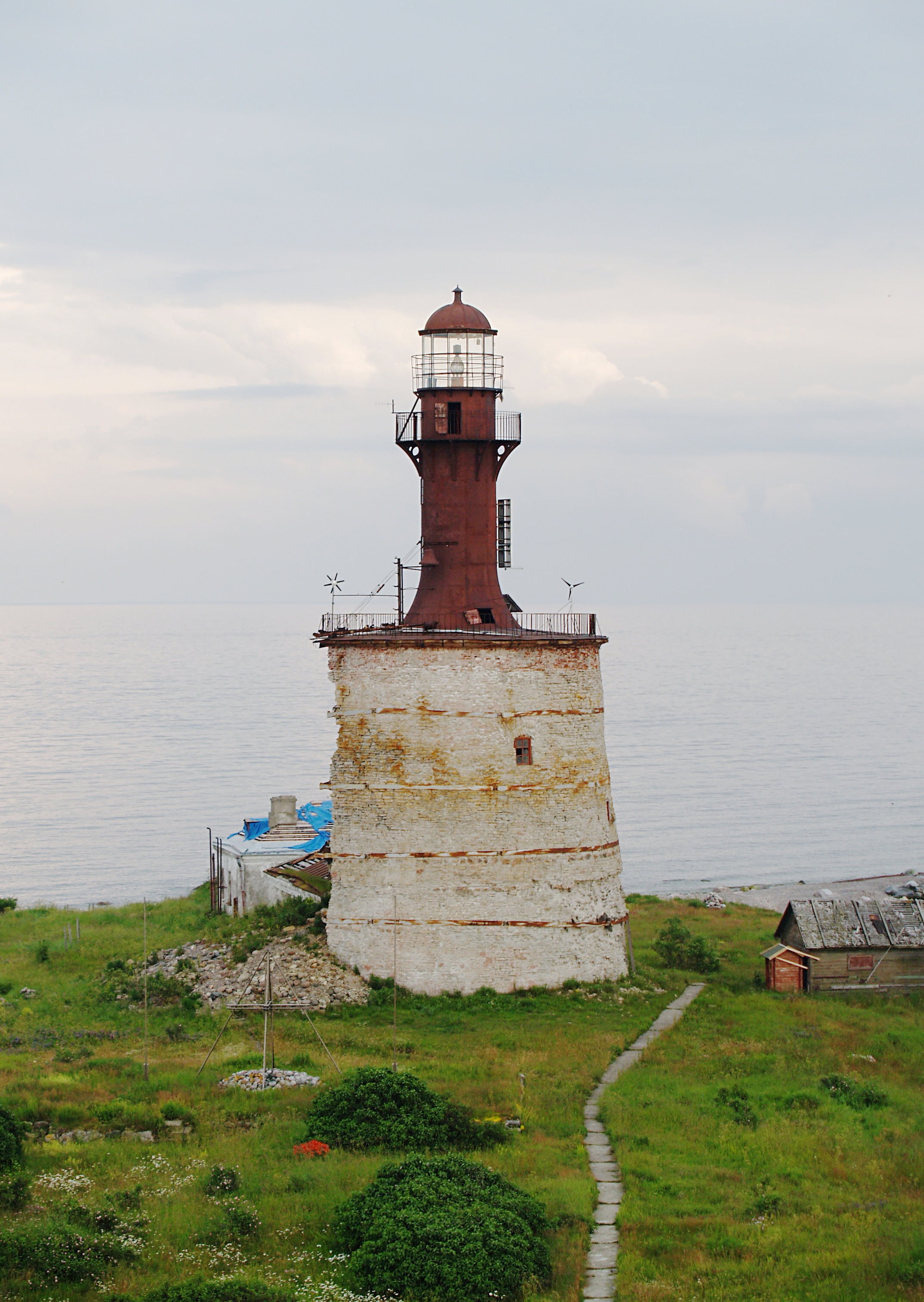
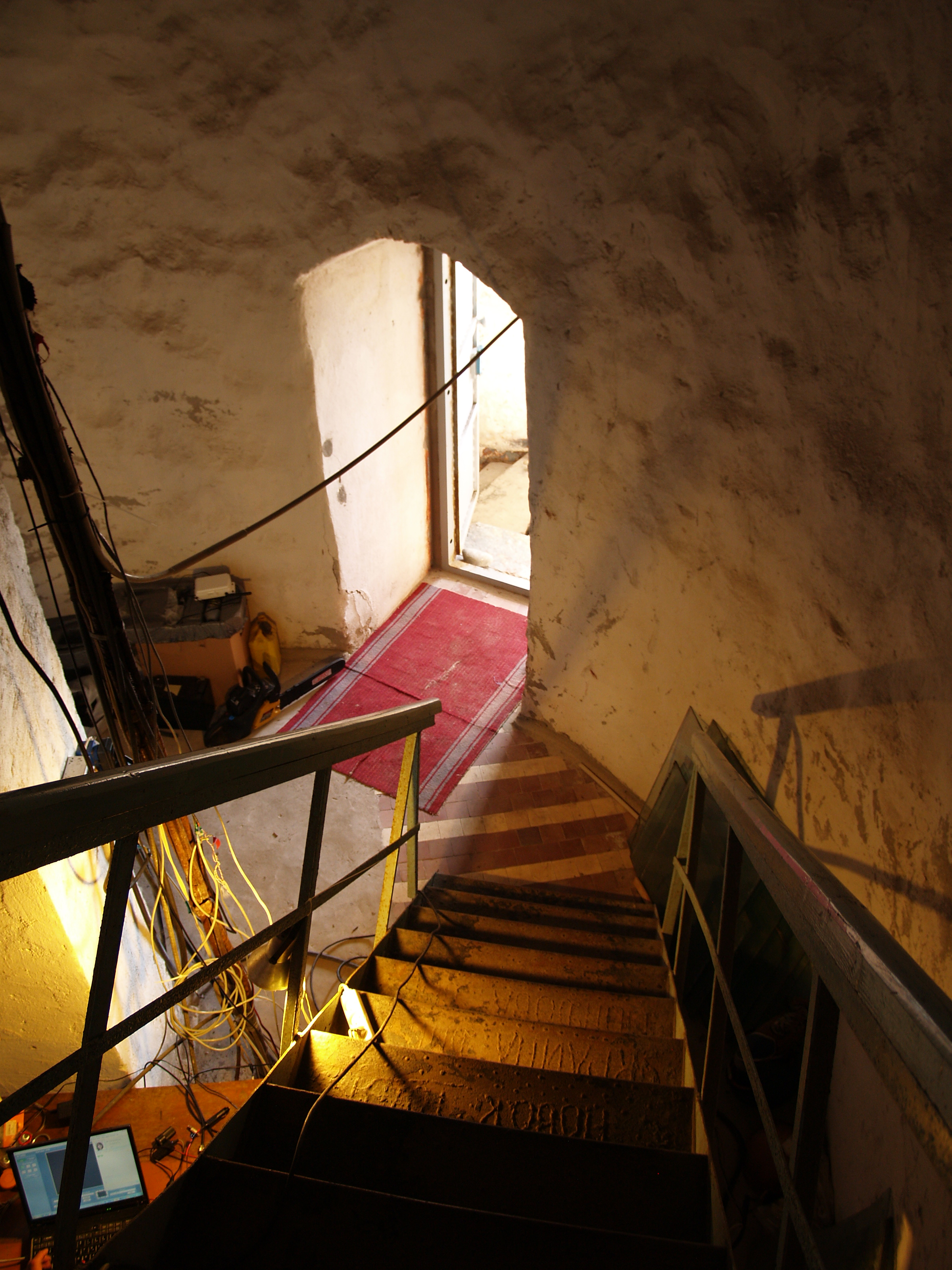
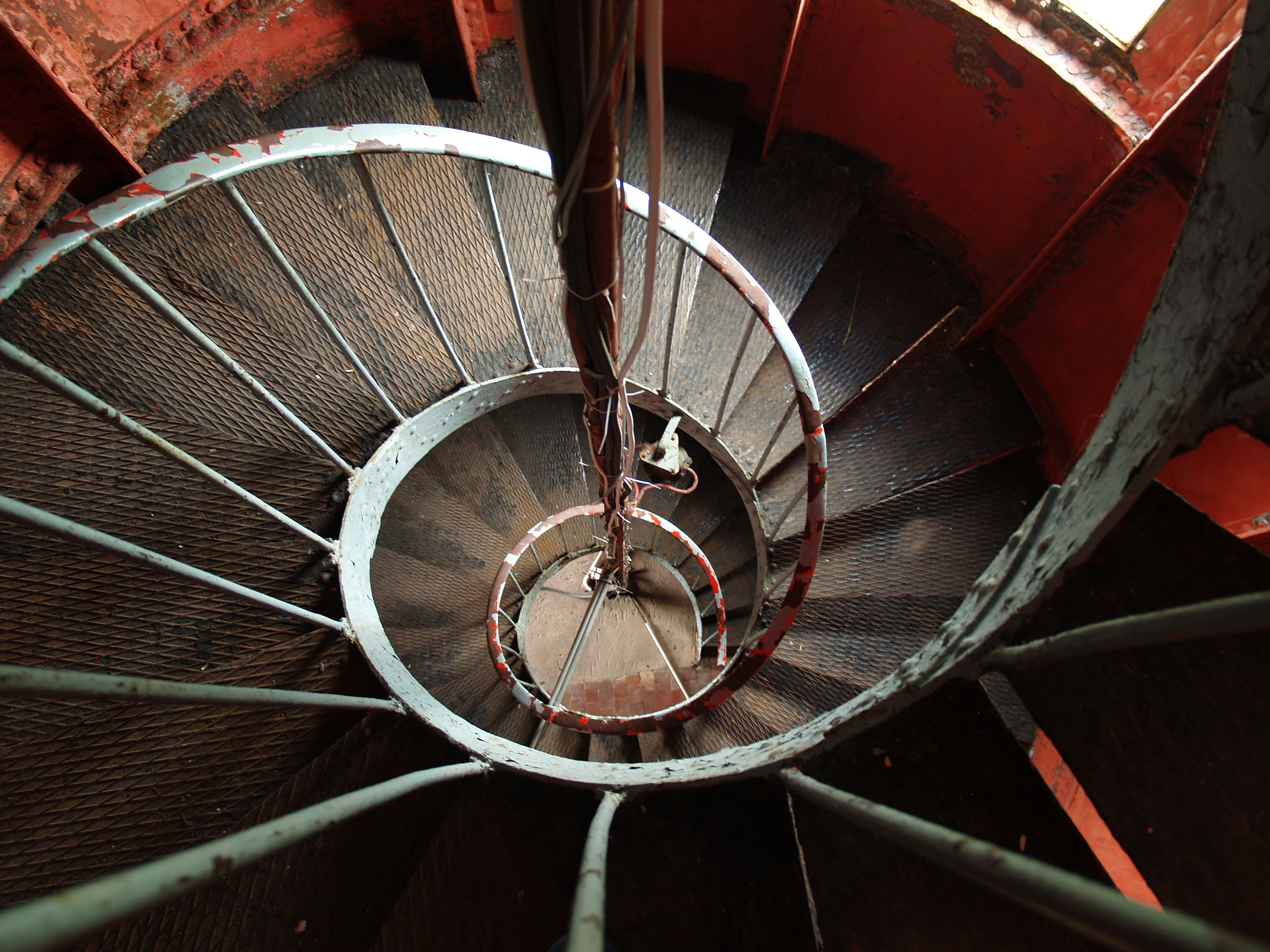
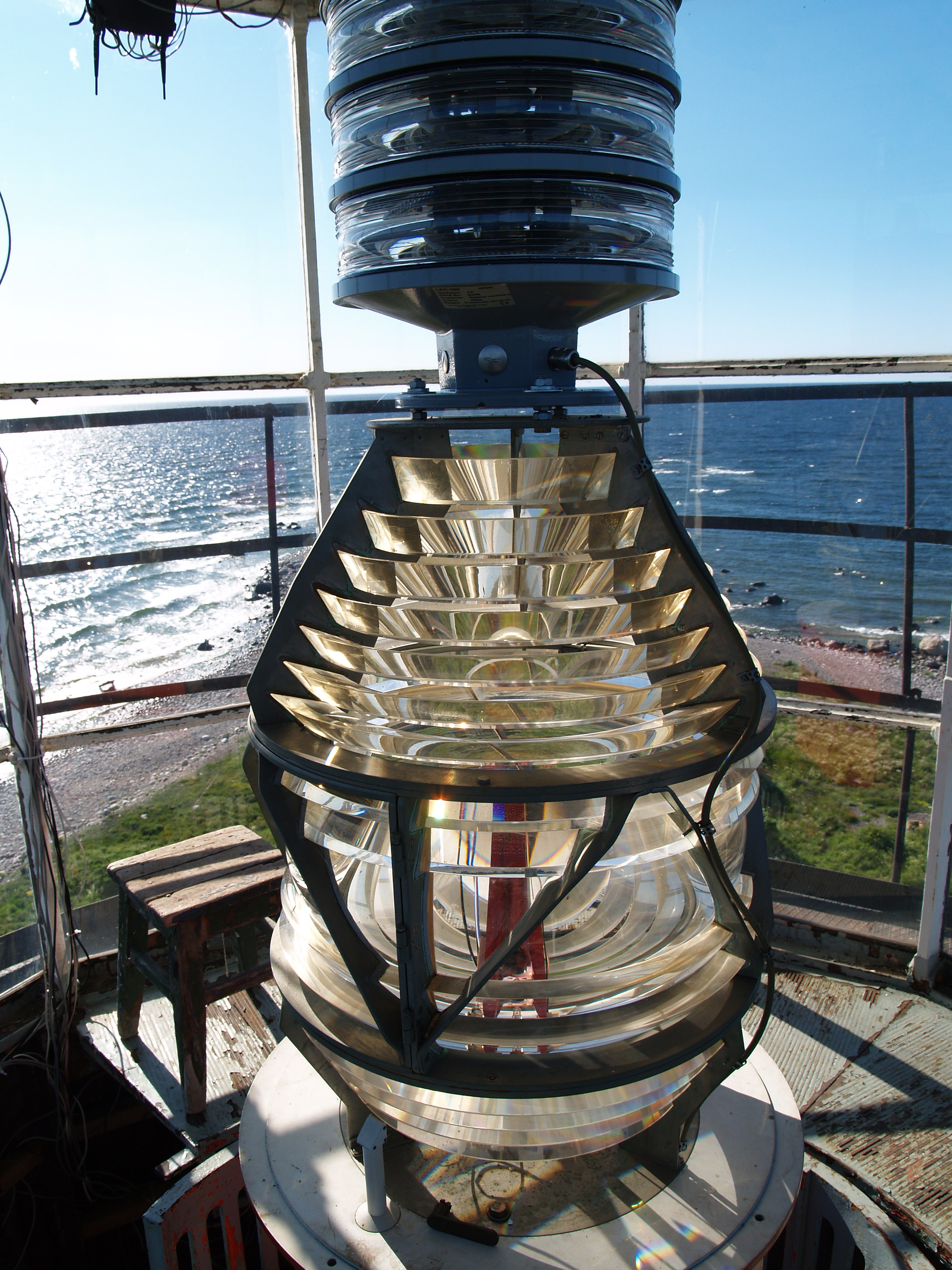